# كلارك وليامز (مصرفي)
كلارك وليامز (بالإنجليزية: Clark Williams)‏ هو مصرفي أمريكي، ولد في 2 مايو 1870 في نيويورك في الولايات المتحدة، وتوفي في 18 ديسمبر 1946.